# .nf
.nf је највиши Интернет домен државних кодова (ccTLD) за Острво Норфолк.